# برونو فاراني
برونو فاراني (بالإسبانية: Bruno Varani)‏ (ولد في 16 سبتمبر 1925) ولد في سانتا هو لاعب كرة السلة أرجنتيني تنافس في دورة الألعاب الاولمبية الصيفية عام 1948. حصل فريقه على المركز 15.
توفي في 25 مايو 2005 في الأرجنتين.

## روابط خارجية
- برونو فاراني على موقع الاتحاد الدولي لكرة السلة (الإنجليزية)
- برونو فاراني على موقع سبورتس رفرنس (الإنجليزية)
- برونو فاراني على موقع أوليمبيديا (الإنجليزية)